# Naufrágio de Uluburun

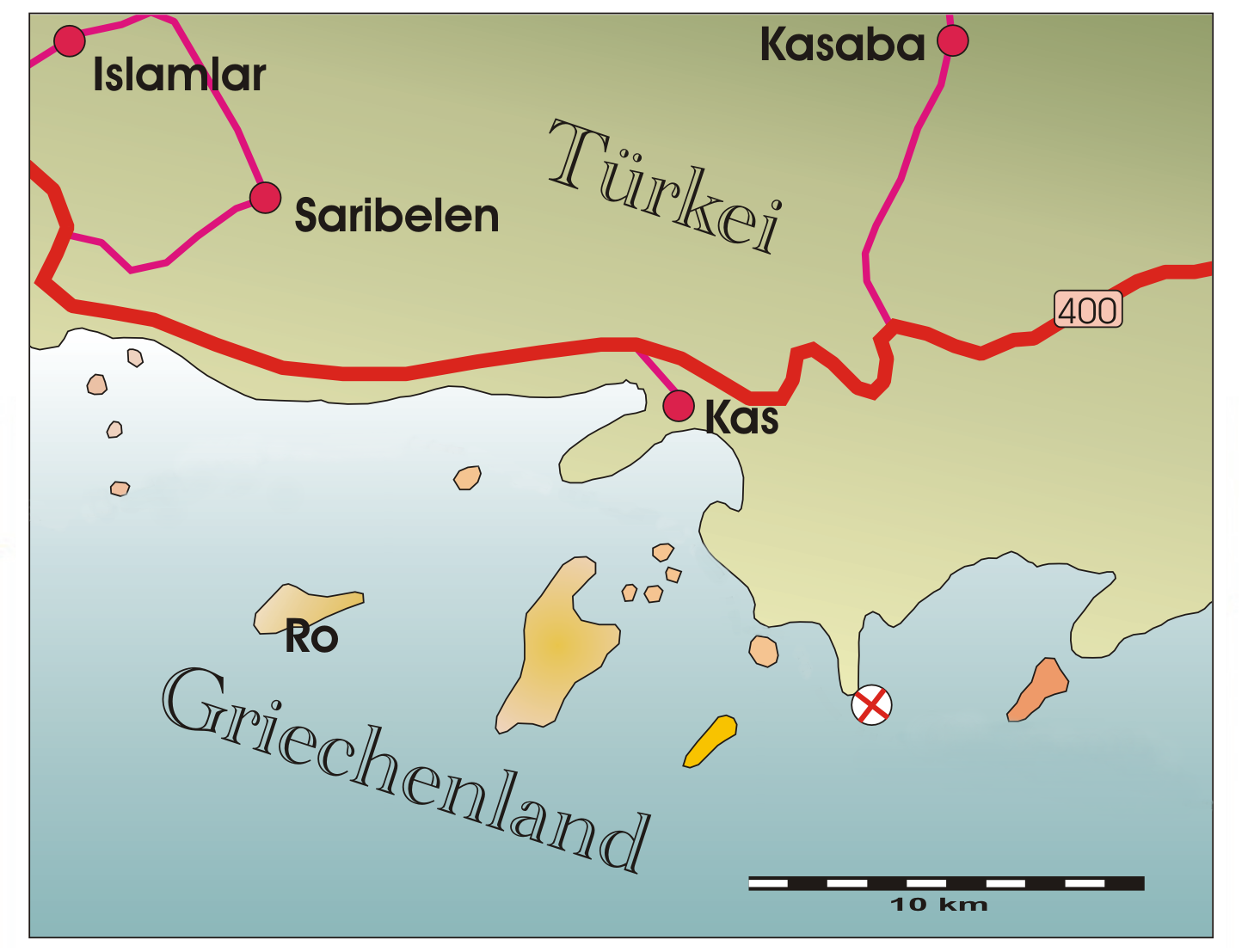
Localização do naufrágio na costa turca

O Naufrágio de Uluburun é um naufrágio datado do final da Era do Bronze, por volta do século XIV a.C., e descoberto próximo à costa leste de Uluburun, a 9,5 quilômetros ao sul de Kaş, no sudoeste da Turquia. O naufrágio foi descoberto no verão de 1982 por Mehmed Çakir, um mergulhador local coletor de esponjas de Yalikavak, uma vila próxima a Bodrum. Foram feitas onze campanhas consecutivas de três a quatro meses de duração entre 1984 a 1994, no total de 22.413 mergulhos, para revelar uma das coleções mais espetaculares do final da Era do Bronze que emergiram do mar Mediterrâneo.

## Descoberta

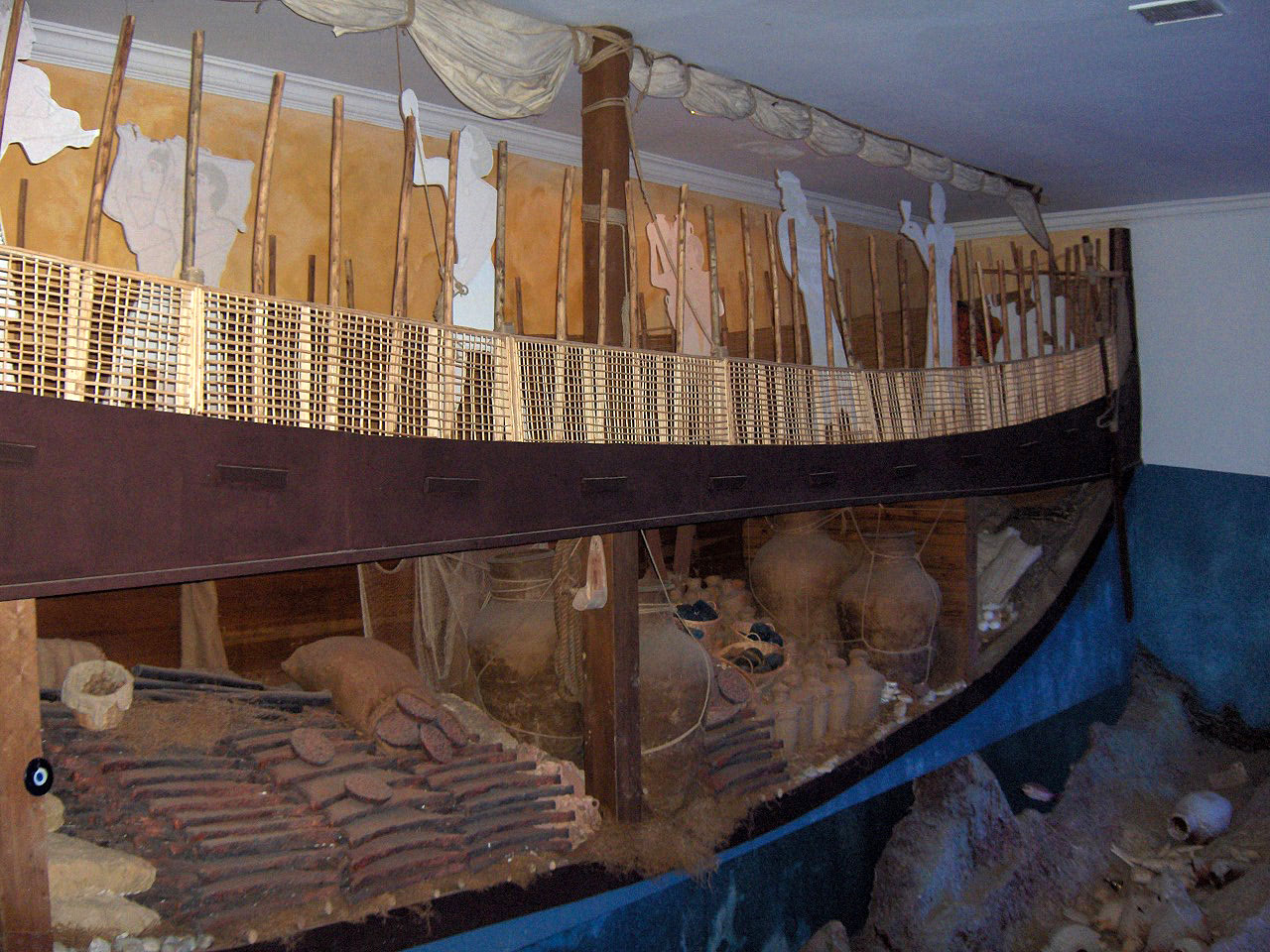
Réplica em tamanho real no Museu de Arqueologia Subaquática de Bodrum

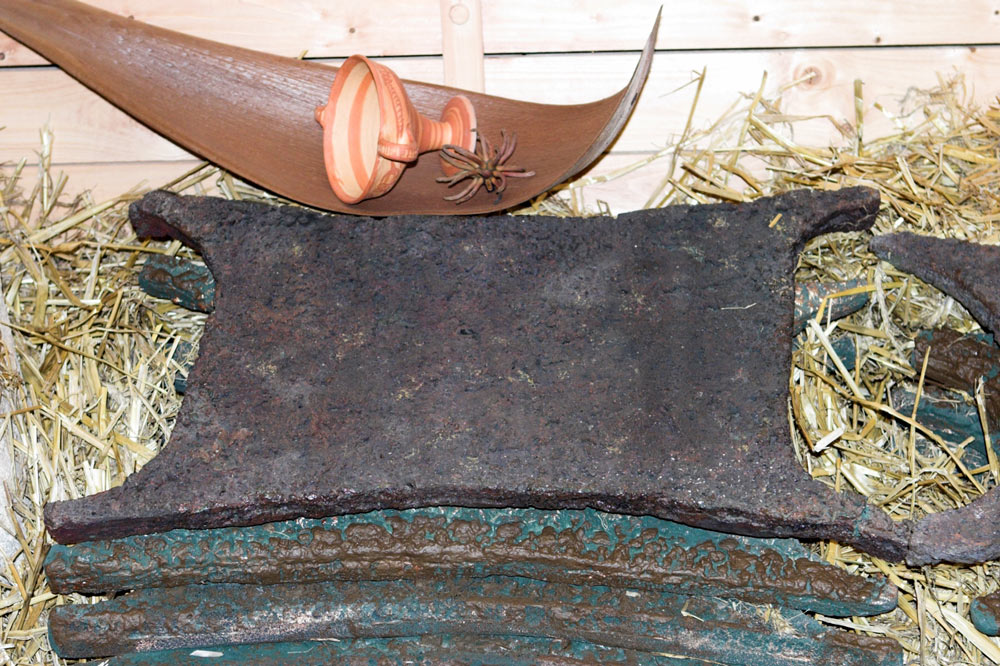
Lingote encontrado no naufrágio

O local do naufrágio foi descoberto no verão de 1982 devido uma anotação de Mehmet Çakir sobre "biscoitos de metal com orelhas", reconhecidos posteriormente como "lingotes couro de boi", que são lingotes de metal no formato de peles bovinas. Pescadores de esponjas eram costumeiramente consultados pela equipe de pesquisa do Instituto de Arqueologia Náutica (INA) sobre como identificar destroços antigos enquanto mergulhavam em busca de esponjas. As descobertas de Çakir fizeram com que Oğuz Alpözen, Diretor do Museu Bodrum de Arqueologia Subaquática, enviasse uma equipe de inspeção do museu e arqueólogos do INA para localizar o naufrágio. A equipe de inspeção foi capaz de localizar múltiplas quantidades de lingotes de cobre a apenas 50 metros da costa de Uluburun.

### Rota presumida
Com os elementos fornecidos a partir da carga no navio, pode-se supor que o navio partiu de um porto de Chipre ou da região sírio-palestina. O navio de Uluburun estava sem dúvida navegando para o oeste da região de Chipre, mas seu destino final só pode ser concluído a partir da distribuição de objetos que correspondem aos tipos transportados a bordo. Foi proposto que o destino do navio era um porto em algum lugar no Mar Egeu. A ilha de Rodes, na época um importante centro de redistribuição para o Mar Egeu, tem sido sugerida como um possível destino. De acordo com os escavadores do naufrágio, o provável destino final do navio seria um dos palácios micênicos da Grécia continental.

### Datação
Peter Kuniholm, da Universidade Cornell, foi designado para a tarefa de datação dendrocronológica, de modo a obter a data absoluta para o navio. Os resultados dataram a madeira de 1 305 a.C., mas, visto que nenhuma camada da casca de madeira sobreviveu, torna-se impossível determinar a data exata, de forma que pode-se apenas assumir que o navio afundou em algum período após essa data.  Baseado na evidência cerâmica, parece que o navio de Uluburun afundou perto do final do Período de Amarna, mas não poderia ter afundado antes do tempo de Nefertiti, já que foi encontrado a bordo do navio um raro escaravelho de ouro com seu nome gravado. Por ora, a conclusão aceita é a que o navio afundou ao final do século XIV a.C.

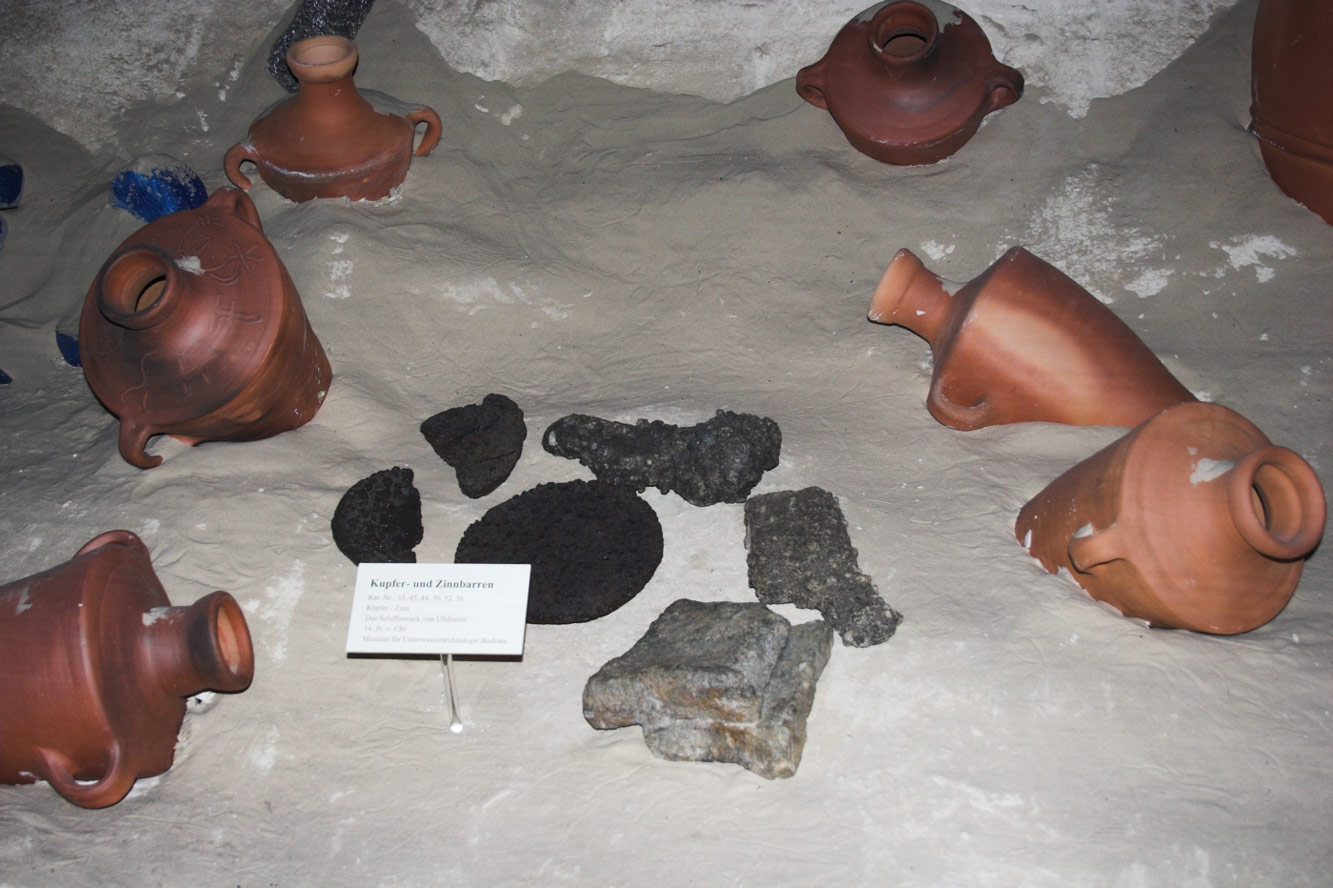
Réplicas de artefatos do naufrágio

As origens geográficas dos objetos a bordo do navio são variadas, do norte da Europa até a África, da Sicília e Sardenha a oeste até a Mesopotâmia a leste. Eles parecem ser os produtos de nove ou dez culturas. Tais proveniências indicam que o Egeu na idade do bronze tardia foi a rota de um comércio internacional talvez com base em troca de presentes dos reis no Oriente Médio, costume analisado pela antropologia como "Economia de oferta".
De acordo com uma reconstrução feita por vários estudiosos, o naufrágio de Uluburun ilustra uma próspera rede comercial marítima no Mediterrâneo da Idade do Bronze Tardia. Nesse caso, foi encontrada uma enorme carga mista de artigos de luxo, presentes reais e matérias-primas. De acordo com os achados, tem sido sugerido que oficiais micênicos também estavam a bordo acompanhando os presentes.

## O navio

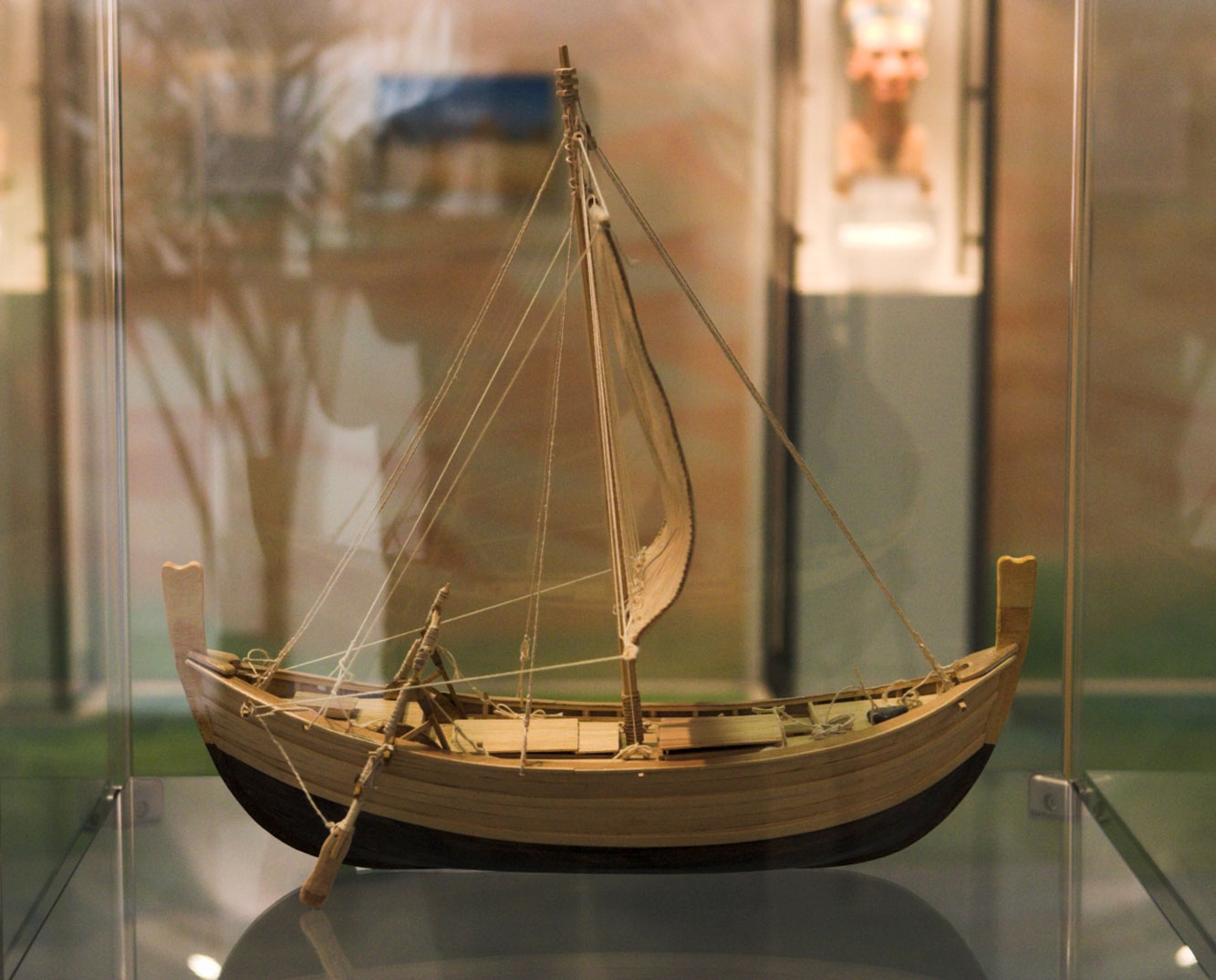
Reconstituição do navio

A distribuição dos destroços e a carga espalhada indicam que o navio tinha entre 15 e 16 metros de comprimento. O navio foi construído usando a "técnica do casco primeiro", com juntas de encaixe e cavilha semelhantes aos dos navios greco-romanos de séculos mais tarde.
Mesmo com um exame detalhado do casco do navio de Uluburun, não há nenhuma evidência do uso de moldes. A quilha parece ser rudimentar, talvez mais uma quilha-prancha do que uma quilha no sentido tradicional. O navio foi construído com tábuas e quilha de cedro do Líbano e encaixes de carvalho. O cedro do Líbano é originário das montanhas do Líbano, ao sul da Turquia, e do centro de Chipre.
O navio transportava 24 âncoras de pedra. A pedra é de um material quase completamente desconhecido no Mar Egeu, mas é muitas vezes utilizada nos templos da Síria Palestina e no Chipre. Moitas e galhos serviam como esteiras para ajudar a proteger as pranchas do navio dos lingotes de metal e outras cargas pesadas.

## Ligações externos
- Página sobre as escavações no Institute of Nautical Archaeology, incluindo estudos sobre datação dendrocronológica do navio de Uluburun (em inglês).
- Site sobre o naufrágio de Uluburun para estudantes, Ellis School, Pittsburgh, PA and the Institute for Nautical Archaeology (em inglês).